# Cyclohexylbenzeen
Cyclohexylbenzeen is een organische verbinding met een hoog kookpunt. Het is een cycloalkaan en een aromatische verbinding, bestaande uit een benzeenring en een cyclohexylring die door een covalente binding zijn verbonden.

## Synthese
Cyclohexylbenzeen wordt gevormd door de reductieve alkylering of hydroalkylering van benzeen. Dit is de reactie van benzeen en waterstofgas bij hoge temperatuur en druk en in aanwezigheid van een geschikte katalysator, waarbij benzeen partieel wordt gehydrogeneerd tot cyclohexeen. Dit cyclohexeen gaat dan met benzeen een alkylering aan. De katalysator dient bifunctioneel te zijn: hij moet geschikt zijn voor de hydrogenering en voor de alkylering. Voorbeelden zijn palladium, nikkel, ruthenium of kobalt als hydrogeneringsmetaal op een geprepareerde zeoliet of moleculaire zeef. Bijproducten van het proces zijn onder meer cyclohexaan en methylcyclopentaan. De globale reactievergelijking is:
Een alternatieve route is de selectieve hydrogenering van bifenyl, waarbij slechts een van de twee benzeenringen van bifenyl wordt gehydrogeneerd. Voor deze reactie is een edelmetaalkatalysator zoals palladium geschikt:

## Toepassingen
Cyclohexylbenzeen wordt gebruikt als hoogkokend oplosmiddel en als weekmaker voor plastics, coatings en kleefstoffen.
"Therminol VP-3" van Solutia is een warmteoverdragende vloeistof die voor minstens 90% bestaat uit cyclohexylbenzeen, en verder uit bicyclohexyl.
Cyclohexylbenzeen is een intermediair product in de synthese van cyclohexanon en fenol. Dit gebeurt door oxidatie van cyclohexylbenzeen tot cyclohexylbenzeenhydroperoxide. De oxidatie gebeurt aan het tertiair koolstofatoom in de alfapositie ten opzichte van de benzeenring:
Dit cyclohexylbenzeenhydroperoxide wordt dan door behandeling met een zuur gesplitst in cyclohexanon en fenol: